# اندیس دولومیت عزیز آباد
دولومیت عزیز آباد یک اندیس غیرفلزی است که در حوالی شهر اردل استان چهارمحال و بختیاری قرار دارد و مادهٔ معدنی موجود در آن، دولومیت است.سنگ میزبان این اندیس ائوسن است  